# Toyotastadion
Het Toyota Stadion (Japans: 豊田スタジアム, Toyota Sutajiamu), is een voetbal- en rugbystadion in Toyota, een stad in de Japanse prefectuur Aichi, met een capaciteit van 45.000 toeschouwers.
Het stadion wordt gebruikt tijdens het wereldkampioenschap voetbal voor clubs 2011.